# Fraidy Cat
Fraidy Cat est une série télévisée d'animation américaine en dix-huit épisodes de 6 minutes produite par Filmation dont seulement douze épisodes ont été diffusés du 6 septembre au 22 novembre 1975 sur le réseau ABC. Elle a été diffusée dans le cadre de l'émission Uncle Croc's Block d'une durée de 60 minutes comptant trois séries au total puis dans l'émission The Groovie Goolies and Friends.
En France, la série a été diffusée à partir du 28 janvier 1985 sur Canal+ dans l'émission Cabou Cadin, et au Québec à partir du 4 janvier 1987 à Super Écran. Elle reste inédite dans les autres pays francophones.

## Synopsis
Les mésaventures d'un chat de gouttière qui vit dans la hantise de perdre la neuvième et dernière vie qu'il lui reste. Il a la particularité de faire apparaître les fantômes de ses vies précédentes lorsqu'il prononce leur numéro.

## Distribution

### Voix françaises
- Gérard Hernandez : Fraidy Cat
- Pierre Trabaud : Voix additionnelles
- Jacques Ferrière : Voix additionnelles
- Jacques Marin : Voix additionnelles

### Voix originales
- Alan Oppenheimer : Fraidy Cat
- Lennie Weinrib (en) : Les fantômes des huit vies

## Épisodes
1. The Not So Nice Mice (*)
2. Cupid the Cat (*)
3. Over the Wall Having a Ball (*)
4. Feline Fortune (*)
5. Puss 'N' Boats (*)
6. A Scaredy Fraidy (*)
7. Meaner Than a Junkyard Cat (*)
8. Love Is a Many Feathered Thing (*)
9. It's a Dog's Life (*)
10. Choo-Choo Fraidy (*)
11. Magic Numbers (*)
12. A Small Star is Born (*)
13. Fraidy Gone Fishing (**)
14. Fraidy Come Home (**)
15. Double Trouble (**)
16. Unlucky Fraidy (**)
17. This Cat For Hire (**)
18. Culture Schlock (**)

(*) Les épisodes sont disponibles en DVD
(**) Ces épisodes sont mis au rebut et non produits

## DVD
- États-Unis :

Neuf épisodes sont disponibles sur le support DVD.
- Giant 600 Cartoons Special Collectors Edition (Coffret Digipack 12 DVD-9) édité et distribué par Mill Creek Entertainment le 14 octobre 2008. L'audio est en anglais mono sans sous-titres. Un livret explicatif est disponible dans le coffret. 9 épisodes non remastérisés sont disponibles sur le disque 8. (ASIN B002H0470G). Il s'agit d'une édition toutes zones.